# کارکاتسی
کارکاتسی (به لاتین: Karkatsi) یک منطقهٔ مسکونی در روسیه است که در شهرستان داخادایفسکی واقع شده‌است.